# Сольред (муніципалітет)
Сольред (дан. Solrød) — муніципалітет у регіоні Зеландія королівства Данія. Площа — 40.1 квадратних кілометрів. Адміністративний центр муніципалітету — місто Сольред Странд.

## Населення
У 2012 році населення муніципалітету становило 21 156 осіб.